# John Stevens (traducteur)
Pour les articles homonymes, voir John Stevens et Stevens.
John Stevens (c. 1662 - 27 octobre 1726) est un capitaine, traducteur et antiquaire anglais. Il est connu pour sa traduction de l'espagnol à l'anglais de Don Quichotte, parue en 1700.

## Biographie
John Stevens naît vers 1662 à Londres.
Stevens est « un antiquaire érudit et industrieux » (a learned and industrious antiquary). En 1718, il publie de façon anonyme une traduction raccourcie du Monasticon Anglicanum de William Dugdale. En 1722, il publie une nouvelle traduction en deux volumes du Monasticon (titre au long : The History of the Ancient Abbeys, Monasteries, Hospitals, Cathedrals), comprenant des illustrations. Poursuivant dans cette veine, il publie de façon anonyme, toujours en 1722, une traduction augmentée et modifiée de Histoire Monastique d'Irlande de Louis-Augustin Alemand (de). Stevens a aussi traduit Historia ecclesiastica gentis Anglorum de Bède le Vénérable. Même si ce travail est de mauvaise qualité, il a servi de base à une traduction du Dr. Giles (1840) et ses notes ont servi à Bohn pour son Antiquarian Library (1847).
Il meurt en 1726.

## Œuvres
Stevens a traduit en anglais Pablo de Segovia the Spanish Sharper de Francisco de Quevedo, paru en 1798 puis à nouveau en 1892. Il a traduit plusieurs ouvrages d'histoire et de voyages de Quintana, ainsi qu'un autre ouvrage paru sous le titre The Most Entertaining History of Hippolyto and Aminta (2e édition en 1729). En 1715, il publie History of Persia, une traduction d'un ouvrage traduit en espagnol par Pedro Teixeira à partir de l'ouvrage de l'historien perse Mirkhond. En 1725-1726, Stevens publie General History of the Vast Continent and Islands of America, commonly called the West Indies, en 6 volumes (réimprimé en 1740), une traduction d'un ouvrage de Herrera. Il a aussi fait une compilation d'ouvrages rédigés par des auteurs espagnols sous le titre de New Collection of Voyages and Travels, publié en deux volumes en 1711, republié en 1719.
Stevens a traduit de l'espagnol à l'anglais plusieurs autres ouvrages :
- History of the most ingenious knight Don Quixote de la Mancha, Londres : R. Chiswell, 1700[3]
  - Une traduction du Don Quichotte de Miguel de Cervantes.
- Continuation of the comical history of the most ingenious knight, Don Quixote de la Mancha, by the licentiate Alonzo Fernandez de Avellaneda. Being a third volume; never before printed in English. Illustrated with several curious copper cuts, Londres : J. Wale and J. Senex, 1705.
  - Une traduction d'une suite apocryphe de Don Quichotte par Alonso Fernández de Avellaneda.
- General history of Spain...written in Spanish by the R. F. F. John de Mariana..., Londres : Sare, Saunders and Bennet, 1699.
  - Une traduction de Historia General de España de Juan de Mariana, avec des addenda de Camargo et Varen de Soto.
- Fortune in her wits, or, The hour of all, Londres : Sare, Saunders and Bennet, 1697.
  - Une traduction de La hora de todos y la Fortuna con seso de Francisco de Quevedo.
- Choice humorous and satirical works
  - Traduction de textes humoristiques et satiriques de Francisco de Quevedo.
- Pleasant history of the life and actions of Paul, the Spanish sharper, the patterns of rogues and mirror of vagabonds
  - Traduction du Buscón de Francisco de Quevedo.
- The Spanish Libertines: or, the lives of Justina, the Country Jilt, Celestina, the bawd of Madrid and Estebanillo Gonzales, the most arch and comical of scoundrels (written by himself). To which is added, a play (in five acts and in prose) call'd An Evening's Adventures (by J. de Avila). All four written by eminent Spanish authors, and now first made English by Captain J. S., Londres, 1707)
  - Traduction de Estebanillo González, La Pícara Justina, La Celestina, etc.
- History of Charles the Vth, emperor and king of Spain, the great hero of the house of Austria
  - Traduction de Historia del Emperador Carlos V de Prudencio de Sandoval.

Du français, Stevens a traduit en 1712 une partie de la Bibliothèque universelle des historiens de Louis Ellies Dupin et, en 1722, le livre III de l'Histoire des Révolutions en Angleterre sous la Famille des Stuarts de Pierre-Joseph d'Orléans.
Stevens a publié deux dictionnaires anglais-espagnol et une grammaire :
- A New Spanish and English dictionary, reprenant des informations d'auteurs espagnols, contemporains et anciens ; il a ajouté de nombreuses notes
- A new dictionary, Spanish and English, English and Spanish by Captain John Stevens. Diccionario nuevo español y inglés, inglés y español, Londres, 1726
- grammaire espagnole publiée à Londres en 1706

John Stevens a également compilé plusieurs ouvrages :
- 1701 : A Brief History of Spain
- 1701 : The Ancient and Present State of Portugal (inspiré du Europa Portuguesa de Manuel de Faria e Sousa)
- 1706 : The Lives and Actions of all the Sovereigns of Bavaria
- 1706 et 1726 : A Spanish-English and English-Spanish Dictionary, with Grammar
- 1725 : The Royal Treasury of England; or an Historical Account of Taxes (2e édition en 1733)